# Cuerpos de Funcionarios de Instituciones Penitenciarias de España
Los cuerpos de funcionarios de instituciones penitenciarias son los cuerpos que integran a los funcionario de prisiones en España.
Están formados por funcionarios públicos y dependen de la Secretaría General de Instituciones Penitenciarias que actualmente se integra en el organigrama del Ministerio del Interior (anteriormente se integraba en el Ministerio de Justicia).
Existen los siguientes cuerpos en la actualidad:
- Cuerpo Especial de Instituciones Penitenciarias.
- Cuerpo de Ayudantes de Instituciones Penitenciarias.
- Cuerpo Superior Técnico de Instituciones Penitenciarias, con 3 áreas: Ciencias jurídicas, Ciencias de la conducta y Gerencia.
- Cuerpo de Enfermeros de Instituciones Penitenciarias.
- Cuerpo Facultativo de Instituciones Penitenciarias.